# La otra mujer (película de 1964)
La otra mujer (título original en francés L'Autre Femme) es una película francesa dirigida por François Villiers, estrenada en 1964. Está basada en la novela Soy la otra mujer de Luisa-María Linares.

## Argumento
Agnès (Annie Girardot) es una joven francesa que se encuentra deprimida, confusa e insatisfecha en la vida ante una relación que no funciona. Llegando a una isla española en el Mediterráneo, allí conoce a Daniel (Richard Johnson), un inglés algo arisco dueño de un viejo faro en ruinas que resulta ser sospechoso de asesinar a su esposa. Agnès, sin embargo, establece con él un grado de relación por el que decide demostrar su inocencia. Justo cuando se encuentra cerca de revelar la verdad, Daniel desaparece. Al mismo tiempo, Agnès acaba descubriendo que el faro es el centro de reunión de una importante red de contrabandistas. 

## Reparto
- Annie Girardot como Agnès.
- Francisco Rabal como Zaylor.
- Alida Valli como Annabel.
- Richard Johnson como Daniel.
- Hella Petri
- Antonio Casas
- Cándida Losada
- Ana Mariscal
- Sancho Gracia

## Producción
Parte de la filmación tuvo lugar en Carboneras, Almería, España, después de lo cual prosiguió en los estudios CEA en Madrid.
Durante el rodaje, Francisco Rabal tuvo un accidente automovilístico junto a Emma Penella, en el que Rabal sufrió fracturas de la pierna y el brazo izquierda, además de severas lesiones en el rostro, la cuales resultaron en una prolongada recuperación.